# 张温琪
張溫琪（?—?），籍貫不詳。唐宣宗大中四年（850年）考中庚午科狀元，主考官是禮部侍郎裴休，同榜有曹鄴、劉蛻。科舉考試之後沒有任何有關他的事跡流傳下來。